# Église Notre-Dame-de-l'Immaculée-Conception de Pernes-les-Fontaines
L'église Notre-Dame-de-l'Immaculée-Conception de Pernes-les-Fontaines est un édifice religieux, de confession catholique, situé dans le hameau des Valayans, à Pernes-les-Fontaines, en Vaucluse. Elle fait partie du diocèse d'Avignon.

## Histoire
L'église est inscrit au titre des monuments historiques le 14 octobre 2014.

## À voir aussi